# Castillo de Ormonde

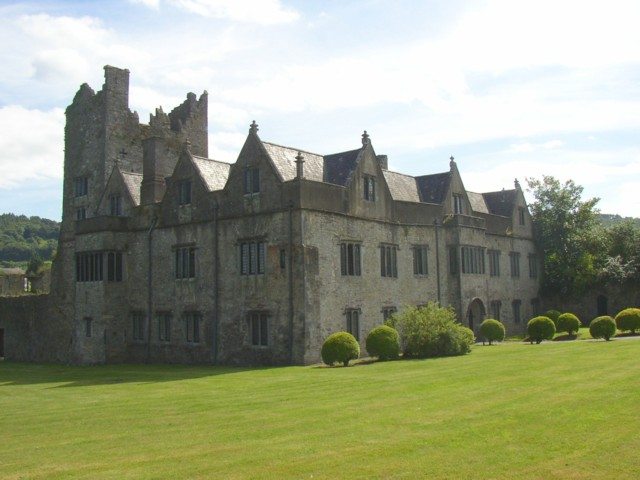
Alzado del castillo de Ormonde

El Castillo de Ormonde (en inglés Ormonde Castle, en irlandés Caisleán Urmhumhan) es un castillo situado en la ribera del río Suir en el lado este de Carrick-on-Suir, condado de Tipperary en Irlanda.
La parte más antigua que se conserva es de mediados del siglo XV. El castillo fue construido como elemento defensivo si bien se convirtió en mansión de estilo Tudor siendo el ejemplo de este estilo más importe que se encuentra en Irlanda.

## Historia
Construido antes de 1315 el castillo fue adquirido en ese año por la familia Butler.
En el siglo XVII la mansión se convirtió en la residencia favorita de James Butler primer duque de Ormonde pero la familia abandonó la casa tras la muerte de éste en 1688. La mansión continuó en posesión de la familia hasta mediados del siglo XX. En 1947 fue donada para su conservación al gobierno.